# Érable de Montpellier
Acer monspessulanum
Espèce
Classification APG III (2009)
Répartition géographique
L'erable de Montpellier (Acer monspessulanum L.) est un arbre de la famille des Sapindaceae (il était autrefois classé le plus souvent dans celle des Aceraceae). Il appartient à la section Monspessulanum de la classification des érables.
L'arbre est parfois appelé Azerou ou Agast, Violonier (provençal).

## Étymologie
Acer vient du latin « dur », et monspessulanus de « Montpellier ».
Le terme français érable est issu du gallo-roman acerabulus, croisement entre le mot latin acer et le gaulois abalo. Le terme "monspessulanum" fait référence à la ville de Montpellier.

## Description morphologique
C'est parfois un arbuste mais c'est généralement un arbre à l'écorce foncée et à la ramure dense. Le houppier, très ramifié, est généralement dressé mais s'arrondit avec l'âge.
De croissance lente à moyenne, il peut atteindre et parfois dépasser 15 m dans des conditions favorables. En Charente on peut même observer certains spécimens d'une vingtaine de mètres avec un tronc de 70 cm de diamètre.
Peu exigeant et rustique, il supporte très bien les sols calcaires et arides.
L'érable de Montpellier est originaire des rivages méditerranéens mais pousse jusqu'en Allemagne méridionale au nord, et jusqu'au Caucase, en Ukraine, et en Asie mineure à l'est. Une sous-espèce (subsp. microphyllum - Boissier) pousse en Corse mais a apparemment été décrite au Liban. Ses feuilles sont nettement plus petites, 2,5 cm sur 3 cm.
Ses feuilles opposées, caduques, à 3 lobes entiers, vert foncé subluisant au-dessus, sont petites (5-6 cm) et possèdent un long pétiole. En automne, elles prennent des teintes rouges ou d'or brillant qui le rendent très spectaculaire. L'arbre peut vivre jusqu'à 150 ans.

## Reproduction

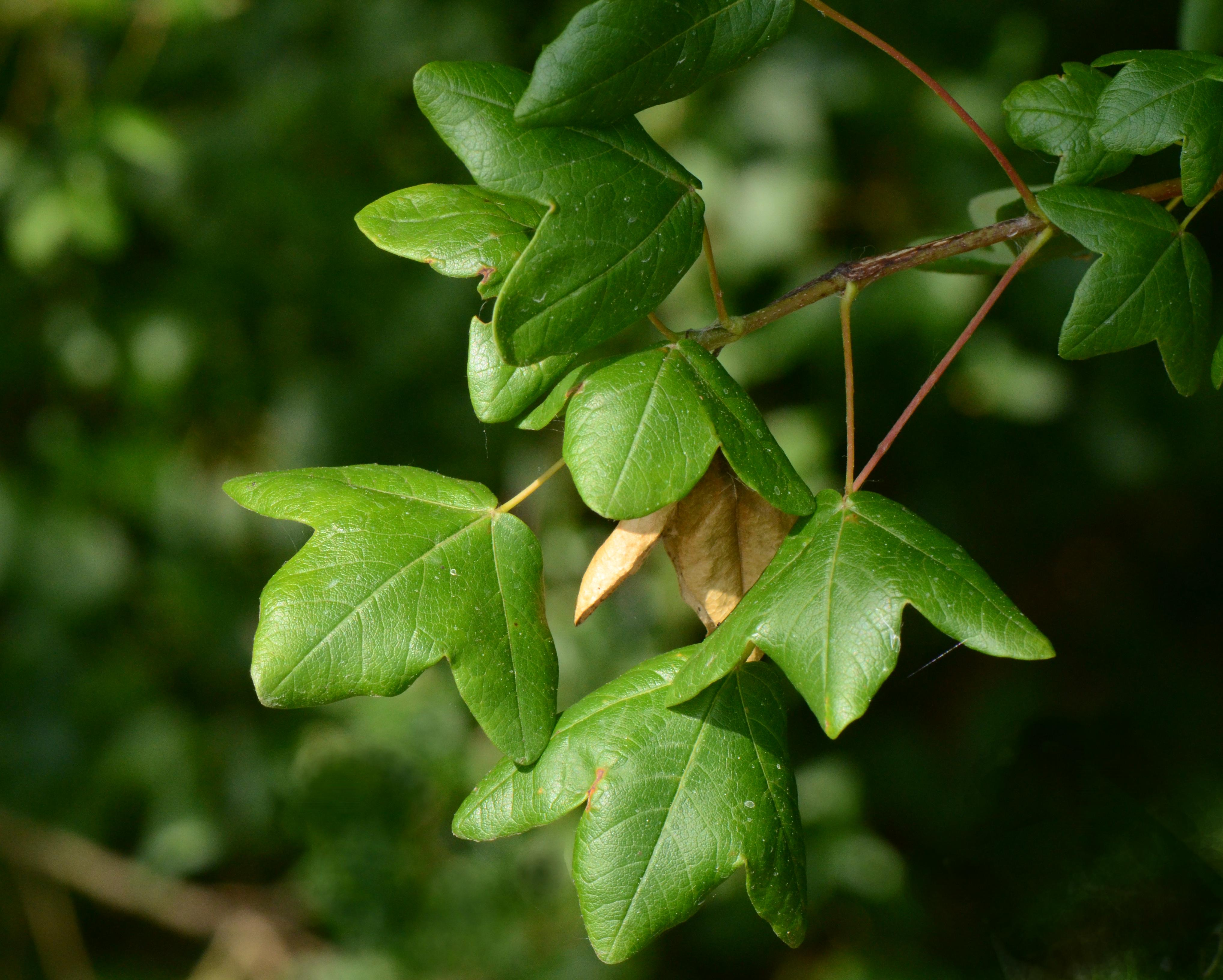
Feuilles à 3 lobes entiers, arrondis au sommet.

L'érable de Montpellier fleurit en avril ou mai, avant ou pendant la feuillaison.
Les fleurs sont groupées en corymbes glabres, retombants et terminaux. Ses fleurs, de couleur jaune-verdâtre, sont soit mâles, soit femelles, mais les deux sexes cohabitent sur le même individu, et même au sein d'un même corymbe : c'est un végétal monoïque. Mais il peut comporter outre ses fleurs unisexuées, des fleurs hermaphrodites ; on dit alors qu'il est polygame. Les fleurs femelles ont un pétiole plus court et généralement plus épais que celui des fleurs mâles.
Les fruits sont des disamares, pendantes, à ailes pratiquement parallèles, parfois partiellement chevauchantes.
Parmi les érables non endémiques du Japon, A. monspessulanum  (et le similaire  A. campestre ) sont appréciés par les amateurs de bonsaï.
Dans les deux cas, les petites feuilles et la petite taille de l'érable répondent bien aux techniques visant à encourager la réduction et la ramification des feuilles. Ces bonsaïs ont une apparence différente de ceux créés à partir d'érables tels qu’Acer palmatum dont les feuilles sont plus froncées et translucides.

## Répartition et habitat

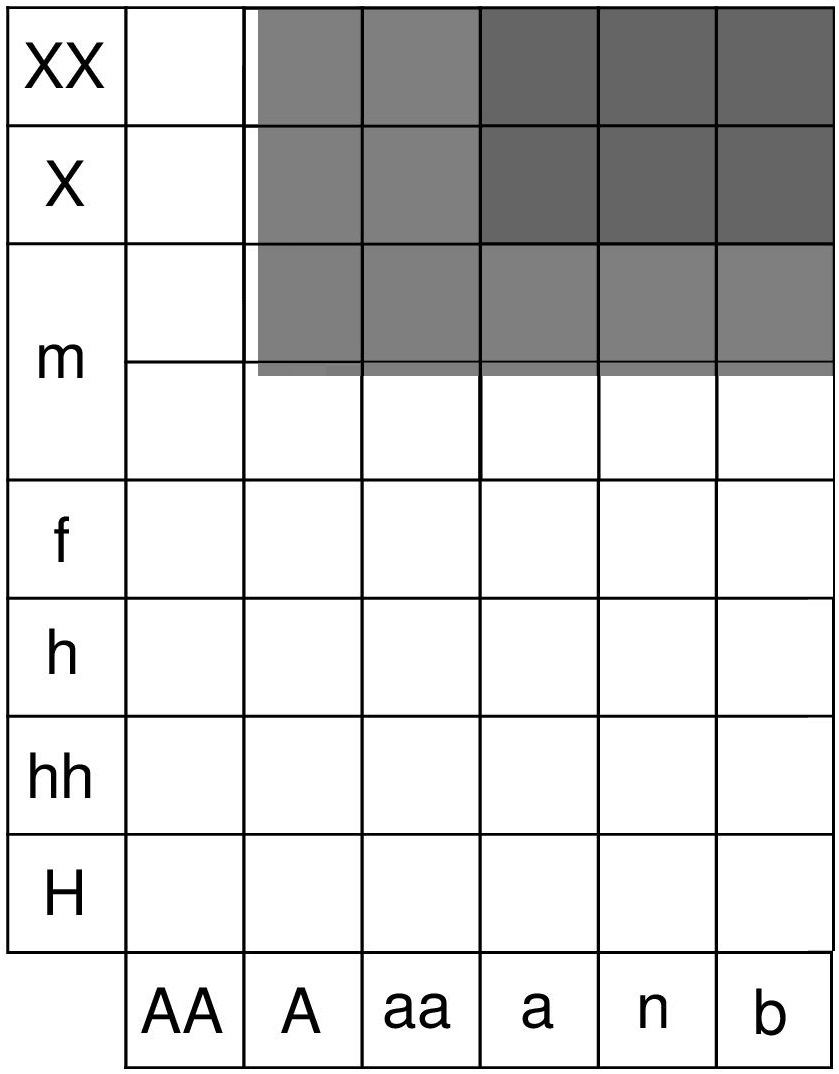
Écogramme de Acer monspessulanum en France métropolitaine, d’après Rameau (Jean-Claude) et coll.

### Habitat
Cet arbre pousse entre le niveau de la mer et 800 m d'altitude, dans des zones de friche, de garrigues, de maquis ou dans des bois peu denses, où il est souvent associé au chêne vert. Son habitat type est constitué par des bois méditerranéens sempervirents d'Europe occidentale. Il préfère les sols neutres, souvent sur roche-mère calcaire ; il est également xérophile, appréciant que ces sols soient secs et aérés, et aime les stations de lumière ou de demi-ombre.

### Répartition
Arbre du pourtour méditerranéen, on peut le trouver en France jusqu'à la Vendée à l'ouest, et jusque dans la vallée du cours de la Moselle à l'est (en fait, jusque dans sa partie allemande).
Il a également été signalé à la même latitude, dans le climat doux de la Lorraine belge, entre Arlon et Habay-la-Neuve. Des botanistes amateurs pourraient l'y redécouvrir car, en automne, son feuillage d'or éclatant à petites feuilles est aisément repérable de loin.
|                                |                                      |
| fleurs d'érable de Montpellier | Disamares de l'érable de Montpellier |